# Kobra and the Lotus
Kobra and the Lotus (укр. Кобра і Лотус) — канадський хеві-метал гурт (також позначається як  KATL), утворений в 2009 році вокалісткою і автором пісень Коброю Пейдж (англ. Kobra Paige).

## Історія

### Формування та Out of the Pit (2009–2010)
Гурт Kobra and the Lotus був сформований у місті Калгарі (Канада) в 2009 році класичною співачкою Коброю Пейдж та місцевими гітаристами Меттом Ван Везелем (Matt Van Wezel) і Крісом Свенсеном (Chris Swenson). Тріо почало записувати свої перші пісні в Калгарі, залучивши до цього Греґа Годовіца (Greg Godovitz) — музиканта з Торонто. В середині записування незалежного альбому Out of the Pit тріо додало до свого колективу ударника Гріффіна Кіссака (Griffin Kissack). Перші треки гурт Kobra and the Lotus виклав на MySpace влітку 2009 року. Команду помітило видання Metal Hammer, яке запропонувало в 2010 році включити Кобру Пейдж до Metal Hammer Maidens of Metal Calendar (укр. Діви Металевого Календаря Metal Hammer), разом з Сімоне Сімонс (Simone Simons) з Epica та Крістіною Сабіа (Cristina Scabbia) з Lacuna Coil.
Гурт записав свій перший альбом Out of the Pit в місті Калгарі на початку 2009 року. Під час зведення альбому на METALWORKS Studios в Торонто, Греґ запросив давнього друга Ріка Еметта (Rik Emmett) для запису партії соло гітари в єдиному реміксі цього альбому  ̶  гімні Ace of Spades гурту Motörhead. Після свого першого канадського туру в 2009 році, вокальний стиль Пейдж істотно змінився, і команда залучила продюсера Кевіна Ширлі (Kevin Shirley) перезаписати вокал і заново звести альбом. Ремікс настільки відрізнявся, що багато критиків думали, ніби група отримала нову вокалістку.Продюсер Нік Благона (Nick Blagona — Deep Purple) перезаписав вокал і зробив ремікс останнього треку на альбомі, під назвою «Legend». Kobra and the Lotus самостійно випустили свій дебютний альбом Out of the Pit в березні 2010 року. Альбом став популярним релізом на кампус радіо чартах по всій Канаді і кількох метал-радіостанціях в американському Інтернеті.
Великий тур Канадою у 2010 році вплинув на вокал солістки Пейдж. Вокальна еволюція дуже помітна й відрізняється між піснями і відео для «Cynical Wasteland» з першого альбому і «Welcome to my Funeral» для однойменного з назвою гурту альбому під лейблом Universal.

### Kobra and the Lotus(2011–2012)
2011 року група записала свій другий альбом «Kobra and the Lotus», співпрацюючи з лютого по квітень 2011 року з продюсером Джуліосом Б'юті (Julius Butty), згодом вирушила до Європи для літнього турне по Великій Британії. Під час гастролей, менеджер групи Сьюзен Буллен (Susan Bullen) вела переговори з декількома лейблами щодо запису другого альбому і участі в цьому Марка Спіколака (Mark Spicoluk) на Universal Music Group, для того, щоб він  записав деякі попередні треки з нового альбому. Марк, в свою чергу, цікавився співпрацею з Simmons Records, тому пізніше, на цьому ж тижні Джин Сіммонс зателефонував безпосередньо менеджеру групи з пропозицією підписати контракт на альбом «Kobra і Lotus» і утворення спільного проєкту Simmons / Universal. Після підписання Джин Сіммонс закликав гурт написати чотири нових треки і повернутися на студію в січні та лютому 2012 року з видатним продюсером і канадським колегою Кевіном Чурко (Kevin Churko)  ̶  для запису нових треків та реміксів і ремастерингу усього альбому. Були написані нові пісні «50 Shades of Evil» й «Forever One».

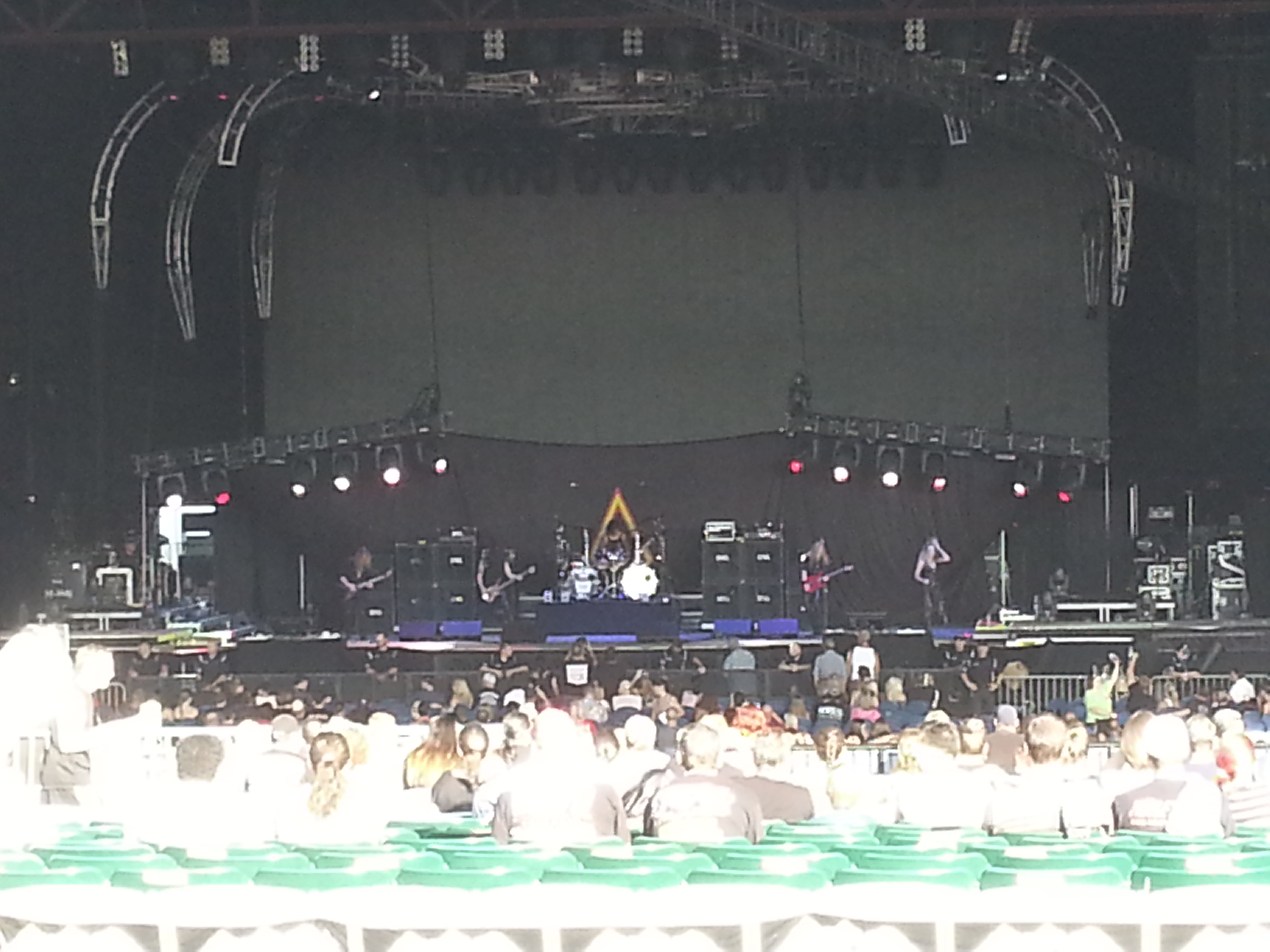
Kobra and the Lotus у 2014 році.

Однойменний альбом побачив світ у серпні 2012 року у Великій Британії й Європі від Spinefarm Records і у 138 інших країнах від афілійованого Universal Music Group. Згодом він вийшов у США і Канаді, в квітні 2013 року на Universal Music Enterprises UMe та T-Boy Records. Альбом набрав 7/8 балів за PowerPlay (музичний журнал) у випуску № 145, рейтинг за Kerrang  ̶ KKKK, Metal Hammer оцінив альбом як 8/10.

### High Priestess(2013–2014)
У 2013 році група записала 14 нових треків для нового альбому  High Priestess з видатним продюсером Джонні K (Johnny K) зі студії звукозапису Groovemaster у Чикаго, номінантом премії Grammy як продюсер / інженер / міксер / музикант і автор пісень. Як спеціальний запрошений гітарист для запису приєднався Чарлі Парра Дель Ріего (Charlie Parra del Riego). High Priestess побачив світ 24 червня 2014 року, потрапивши в CMJ Loud Rock Radio чарти США на # 4, і визнані світові музичні огляди. Влітку 2014 року група гастролювала з новим альбомом по Північній Америці разом з KISS та Def Leppard. Протягом того ж сеансу запису гурт записав сингл «Zombie», за участю гітариста Чарлі Парра Дель Ріего, який пізніше вийшов на Хелловін (31 жовтня 2015). Бі-сторона містила «Remember Me». Існує дві версії «Remember Me» на каналі Kobra and the Lotus YouTube, одна з додатковою вставкою перед приспівом. Вийшли цифровий і вініловий релізи.

### Break andWords of the Prophets(2015–2016)
Після великого турне з KISS, Def Leppard і Metal Allstars, Кобрі Пейдж поставили діагноз хвороби Лайма, через що вона взяла вісім місяців перерви від гастролей для відновлення здоров'я. Для того, щоб надати гурту новий імпульс, і віддати данину канадським класичним рок-легендам, на яких вони зростали  ̶  Кобра Пейдж возз'єднала колектив з Джонні K. Words of the Prophets побачив світ 28 серпня 2015 року. ЕР містив важкі розриваючі кавери на пісні Аланни Майлс (Alannah Myles), Triumph (гурт), Bachman-Turner Overdrive, April Wine, і  Rush (гурт). Міні-альбом закривався сміливою версією Rush, з відомим хітом «The Spirit of Radio». За словами Кобри Пейдж, це була найскладніша з пісень в альбомі через дев'ять змін музичного розміру. Регі-елементи, додані у фінальну хвилину пісні, повинні були надати їй більше куражу. Восени 2015 року гурт гастролював Європою з новим EP, разом з Kamelot і музикантом Гасом Г (Gus G). Згодом Кобра Пейдж стала постійною запрошуваною співачкою гурту Kamelot.

### Prevail IandII(2017–2018)

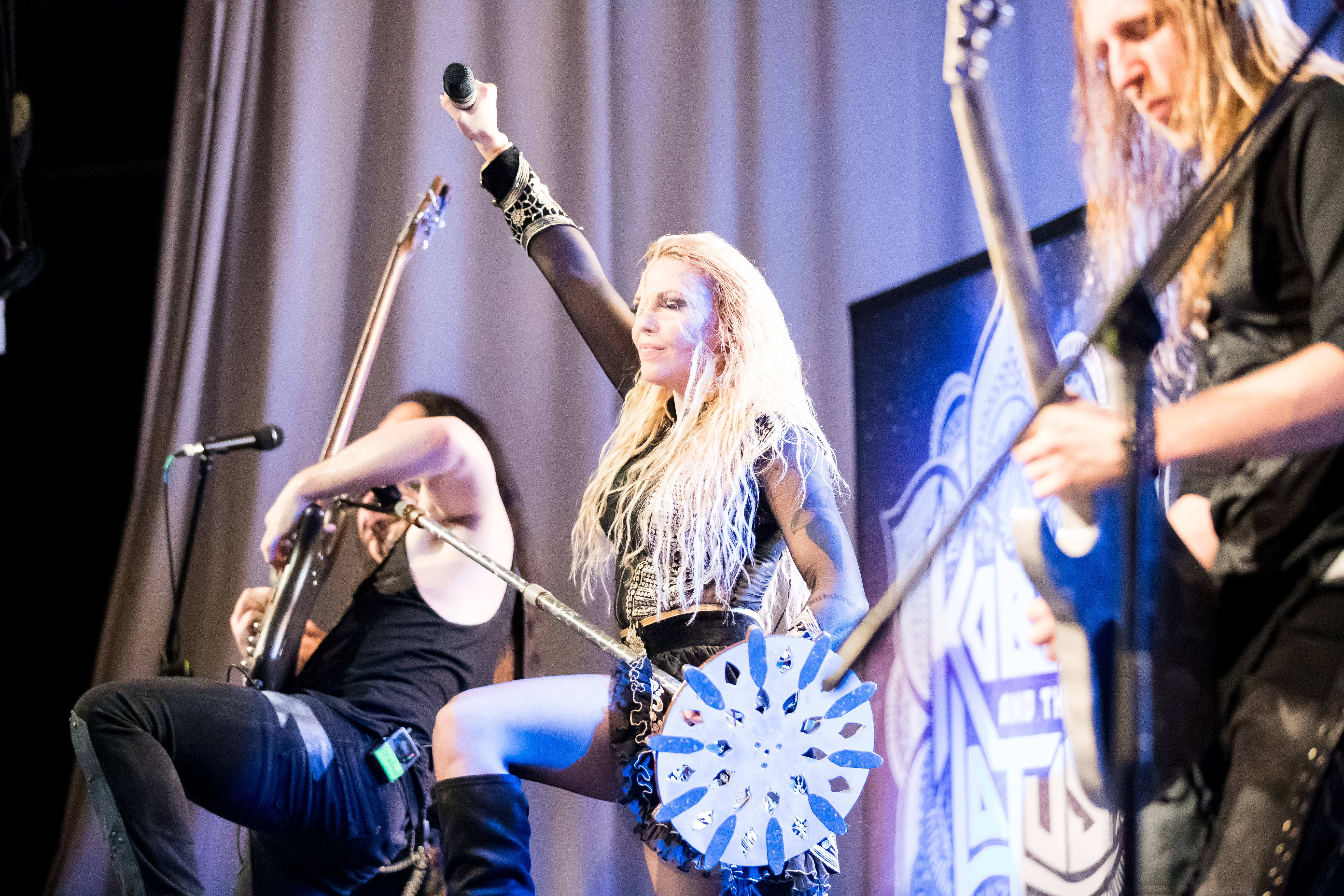
Kobra and the Lotus виступ в 2018

У 2017 році група вирушила на запис подвійного альбому до Данії і почала успішну кампанію зі збору коштів з продюсером Джакобом Хансеном (Jacob Hansen). Новий подвійний альбом зацікавив студію Napalm Records з її керівним директором Томасом Касером (Thomas Caser), за словами якого гурт Kobra and the Lotus є «одним з найбільш захопливих нових гуртів в цьому (хард-рок) жанрі». Prevail I й Prevail II вийдуть окремо в 2017 році. Спочатку вийшов перший сингл з Prevail I «TriggerPulse», щоб збігтися з осіннім європейським туром з гуртами Delain і Evergrey, і стане першою піснею Kobra and the Lotus, що отримала понад 1 млн прослуховувань на Spotify. Передісторія написання «TriggerPulse» міститься на головному сайті групи. Другий сингл з Prevail I «Gotham», з'явився 17 лютого 2017 року з ексклюзивною прем'єрою потокової передачі даних через Metal Hammer і Brave Words & Bloody Knuckles. Третій пререліз з Prevail I став " You Don't Know ", який Napalm Records випустив 31 березня 2017 року.
Пісні Prevail I, та Prevail II отримали позитивні відгуки. Пісня "Light Me Up" увірвався в Топ-40 мейнстрім-року на Billboard, посівши 34 місце, а також на кілька тижнів очолив Топ-40 активних рок-чартів Mediabase. "You Don't Know" досягла піку на #53, а відеокліп став першим відео гурту на YouTube з більш ніж 1 мільйоном переглядів.

### TriggerPulse (2019 – до тепер)
"TriggerPulse", передрелізний сингл до альбому, став першим релізом гурту на Spotify, зібравши понад три мільйони прослуховувань за перший рік. "Let Me Love You" був записаний англійською, японською, та акустичною версіями у вигляді подвійного альбому. Офіційне відео "Let Me Love You" було випущено японською мовою. Prevail II був номінований на премію Juno у категорії "Metal/Hard Album of the Year 2019".
Група записала свій шостий повноцінний альбом - "Evolution" з продюсером Майклом Баскеттом, який вийшов 20 вересня 2019 року.

## Концертна діяльність
Гурт Kobra and the Lotus гастролював з DELAIN, Kamelot, KISS Def Leppard, Judas Priest, Black Label Society, Max Cavalera, Slash, Gus G, Steel Panther, Buckcherry, Amaranthe, Fear Factory, Primal Fear, Stratovarius, Praying Mantis Demon Hunter, Amanda Somerville, Hate Eternal і Sonata Arctica.  
Kobra and the Lotus грали на  Sonisphere Festival, Download Festival, Rock am Ring and Rock im Park, Hard Rock Hell, Nova Rock Festival, Metaltown Festival, Hellfest, Graspop Metal Meeting, Gods of Metal, Wacken Open Air, Bloodstock Open Air and Metal Female Voices Fest. 
Кобра Пейдж іноді гастролює з супер-групою Metal All-Stars. Володіючи класичними вокальними даними, Пейдж змагається з іншими співачками, на що варто подивитися в майбутньому. Кобра Пейдж також була запрошуваною вокалісткою Kamelot під час їхнього північноамериканського туру Haven.

## Склад гурту

### Поточний склад
- Кобра Пейдж — Kobra Paige — вокал, клавішні (2009-дотепер)
- Яшо Кулаковські — Jasio Kulakowski — лідер/ритм гітара (2012-дотепер)
- Бред Кеннеді — Brad Kennedy — бас гітара (2013-дотепер)
- Лорд Маркус Лі — Lord Marcus Lee — ударні (2014-дотепер)

### Колишні учасники
- Лорд Гріффін Кіссак — Lord Griffin Kissack — ударні (2009—2014)
- Піт Зі Дімов — Pete Z Dimov — бас гітара (2011—2013)
- Тімоті Вега — Timothy Vega — лідер/ритм гітара (2011—2012)
- Кріс Свенсон — Chris Swenson — ритм гітара (2009—2012)
- Бен Фреуд — Ben Freud — Бас (2009—2010)
- Мет Ван Везель — Matt Van Wezel — лідер гітара (2009—2010)

### Запрошувані учасники
- Александер Карлегард — Alexander Carlegård — сесійна гітара (2013)
- Чарлі Парра Дель Ріего — Charlie Parra del Riego[56] — лідер/ритм гітара (2012—2013)
- Браян Бусс — Bryan Buss — лідер гітара/бас (2010—2011)
- Патрік Левті — Patrick Lawty — сесійна гітара (2010—2011)
- Бонес Еліас — Bones Elias — сесійні ударні (2014—2015)
- Джейк Дреєр — Jake Dreyer — лідер/ритм гітара (2014—2015)

## Дискографія

### Студійні альбоми
- Out of the Pit (Kobra Music, 2010)[57]
- Kobra and the Lotus (Spinefarm Records, Universal Music Group, 2012)[58]
- High Priestess (Titan Media, 2014)[59]
- Prevail I (2017)
- Prevail II (2018)[60]
- Evolution (2019)

### Міні-альбоми (EPs)
- Words of the Prophets (Titan Music, 2015)

### Сингли
- «Here Comes Silverbells!!» (Kobra Music Inc., 2009)
- «Zombie» (Kobra Music Inc., 2015)
- «Remember Me» (Kobra Music Inc., 2015)
- «TriggerPulse» (Napalm Records, 2016)
- «Gotham»[39][40][61] (Napalm Records, 2017)

## Відеографія
| Назва                                                                  | Альбом                |
| ---------------------------------------------------------------------- | --------------------- |
| «Ace Of Spades» [Архівовано 8 липня 2017 у Wayback Machine.]           | Out of the Pit        |
| «Snake Pit» [Архівовано 10 вересня 2017 у Wayback Machine.]            | Out of the Pit        |
| «Ride Like Sugar» [Архівовано 7 березня 2016 у Wayback Machine.]       | Out of the Pit        |
| «Cynical Wasteland» [Архівовано 31 січня 2016 у Wayback Machine.]      | Out of the Pit        |
| «Welcome To My Funeral» [Архівовано 23 лютого 2017 у Wayback Machine.] | Kobra and the Lotus   |
| «Forever One» [Архівовано 14 вересня 2017 у Wayback Machine.]          | Kobra and the Lotus   |
| «Heaven's Veins» [Архівовано 11 серпня 2017 у Wayback Machine.]        | Kobra and the Lotus   |
| «50 Shades Of Evil» [Архівовано 23 лютого 2017 у Wayback Machine.]     | Kobra and the Lotus   |
| «Soldier» [Архівовано 6 квітня 2017 у Wayback Machine.]                | High Priestess        |
| «I Am I Am» [Архівовано 10 серпня 2017 у Wayback Machine.]             | High Priestess        |
| «Zombie» [Архівовано 19 листопада 2018 у Wayback Machine.]             | High Priestess        |
| «Black Velvet» [Архівовано 9 березня 2017 у Wayback Machine.]          | Words of the Prophets |

## Нагороди та номінації
- Kobra and the Lotus номіновані за найкращу нову групу на Golden Gods 2012 від Metal Hammer[62][63]

- Kobra and the Lotus названа як одна з 25 найкращих жінок у Hard Rock і Metal в 2013 році[64][65]

- Kobra and the Lotus посідає # 3 у номінації Найкращі Нові Hard Rock & Heavy Metal артисти 2013 року[66]

- Пісня «Visionary» і третій альбом Kobra and the Lotus отримує # 5 за Найкращий альбом середини 2014 року на Metal Assault[67]